# Saint-Martin
|  | For den sydfranske by, se Saint-Martin, Pyrénées-Orientales |
Saint-Martin er fransk collectivité d'outre-mer beliggende på den caribiske ø Saint Martin. Øen er delt med det hollandske Sint Maarten. Den franske del optager den nordlige halvdel af øen.
Hovedstaden hedder Marigot, hvor der i 2006 boede 5.700 mennesker[kilde mangler].
18°04′31″N 63°03′36″V / 18.0753°N 63.06°V